# Llista de banderes japoneses
Aquesta és una llista de banderes utilitzades pel Japó

## Bandera Nacional
| Bandera          | Data          | Ús                                     | Descripció |
| ---------------- | ------------- | -------------------------------------- | --- |
| Bandera del Japó | 1999-Avui dia | Bandera nacional i civil               | Disc solar roig centrat sobre fons blanc. Establerta per la Llei sobre la Bandera i l'Himne Nacional de 1999. Proporció de 2:3.                         |
| Bandera del Japó | 1870–1999     | Bandera nacional i de l'imperi Japonès | Disc solar roig sobre fons blanc. El disc està mogut un 1% cap al pal. Establerta per la llei "Proclamation No. 57" de 1870 de 1999. Proporció de 7:10. |

## Estendard imperial
| Bandera                                   | Data          | Ús                                                                                              | Descripció |
| ----------------------------------------- | ------------- | ----------------------------------------------------------------------------------------------- | --- |
| Estendard de l'Emperador del Japó         | 1869-Avui dia | Estendard de l'Emperador.                                                                       | Crisantem de 16 pètals de color daurat, centrat i sobre un camp vermell. Proporció de 2:3                           |
| Estendard de l'Emperador emèrit           | 2019-Avui dia | Estendard de l'Emperador emèrit.                                                                | Crisantem de 16 pètals de color daurat, centrat i sobre un camp vermell fosc. Proporció de 2:3                      |
| Estendard de l'Emperadriu                 | 1926-Avui dia | Estendard de l'Emperadriu, l'Emperadriu vídua, la gran Emperadriu vídua i l'Emperadriu emèrita. | Penó o banderí de l'estendard de l'Emperador.                                                                       |
| Estendard del regent                      | 1926-Avui dia | Estendard del regent.                                                                           | Igual que l'estendard de l'Emperador, però amb una bordura blanca. Proporció de 2:3                                 |
| Estendard de l'hereu imperial             | 1926-Avui dia | Estandard de l'Hereu Imperial i el Net Imperial que és hereu aparent.                           | Igual que l'estendard de l'Emperador, però amb una orla blanca. Proporció de 2:3                                    |
| Estendard de l'esposa de l'hereu imperial | 1926-Avui dia | Estendard de l'esposa de l'Hereu imperial i l'esposa del Net Imperial que és hereu aparent.     | Penó o banderí de l'estendard de l'Hereu Imperial.                                                                  |
| Estendard de l'hereu imperial             | 2020-Avui dia | Estandard del Príncep hereu si no és fill de l'emperador.                                       | Crisantem de 16 pètals de color daurat, centrat i sobre un camp blanc amb orla i bordura vermella. Proporció de 2:3 |
| Estendard de l'hereu imperial             | 1926-Avui dia | Estendard d'altres membres de la Casa Imperial.                                                 | Igual que l'estendard del Príncep hereu si no és fill de l'Emperador però sense l'orla. Proporció de 2:3            |

## Banderes governamentals
| Bandera                               | Data          | Ús                                     | Descripció                                                                 |
| ------------------------------------- | ------------- | -------------------------------------- | -------------------------------------------------------------------------- |
| Estendard del Primer Ministre         | 1972–Avui dia | Estendard del Primer Ministre.         | Cinc flors de cirerer daurades sobre fons morat. Proporció de 2:3          |
| Estendard del Ministre de Defensa     | 1972–Avui dia | Estendard del Ministre de Defensa.     | Cinc flors de cirerer daurades sobre fons vermell fosc. Proporció de 2:3   |
| Estendard del Viceministre de Defensa | 1972–Avui dia | Estendard del Viceministre de Defensa. | Quatre flors de cirerer daurades sobre fons vermell fosc. Proporció de 2:3 |

## Minories
| Bandera            | Data | Ús                                          | Descripció |
| ------------------ | ---- | ------------------------------------------- | --- |
| Bandera del Mindan | 1994 | Mindan o Unió de coreans residents al Japó. | Sobre un camp blau cel hi trobem centrat la silueta en rosa d'un hibisc de Síria (flor nacional de Corea del Sud) i que conté el "Taijitu". A banda i banda hi ha la paraula "Mindan" en groc escrita en hangul i a sota el nom formal de la societat (Zainihon Daikanminkoku Mindan) en japonès en blanc.                      |
| Bandera dels Ainu  | 1973 | Ainu.                                       | Bandera dissenyada per Bikki Sunazawa consisteix en un camp blau cel que representa el cel i el mar, una figura blanca que representa la neu i una fletxa vermella volant sota el cel d'Hokkaido. La fletxa és vermella a causa del verí d'acònit utilitzat en la caça tradicional, una forma de vida prohibida pels japonesos. |
| Buraku             | 1935 | Lliga d'Alliberament Buraku.                | Bandera negra amb una corona d'espines vermella dissenyada per Mankichi Nishimitu i creada el 1935 com a bandera de la Suihei-sha (Associació de l'Horitzó) que fou l'organització original d'alliberament social dels buraku. Actualment porta el nom de Lliga d'Alliberament Buraku.                                          |
| Buraku             | 1976 | Moviment d'Alliberament Buraku.             | Bandera vermella amb una estrella groga i un cercle de rombes blancs. El MAB s'escindí el 1976 de la Lliga d'Alliberament Buraku. |

## Banderes militars
| Bandera                                                                      | Data          | Ús                                                                                  | Descripció |
| ---------------------------------------------------------------------------- | ------------- | ----------------------------------------------------------------------------------- | --- |
| Bandera de la Força Terrestre d'Autodefensa del Japó                         | 1954-Avui dia | Força Terrestre d'Autodefensa del Japó.                                             | Disc solar centrat amb 8 raigs cap a l'exterior en vermell sobre camp blanc i una bordura parcial daurada.                                                                                              |
| Bandera de la Força Marítima d'Autodefensa del Japó                          | 1954–Avui dia | Força Marítima d'Autodefensa del Japó i de la Marina Imperial Japonesa (1889-1947). | Disc solar amb 16 raigs cap a l'exterior en vermell sobre un camp blanc, amb el disc lleugerament desplaçat cap al pal. Proporció de 2:3                                                                |
| Bandera de la Força Aèria d'Autodefensa del Japó                             | 2021-Avui dia | Força Aèria d'Autodefensa del Japó.                                                 | Bandera de fons blau cobalt amb l'emblema de la FAAJ, una àliga daurada, al centre. |
| Estàndard del Cap d'Estat Major del Japó                                     |               | Cap d'Estat Major i Estat Major Conjunt.                                            | Bandera de camp porpra vermellós amb quatre flors de cirerer grogues en faixa i una gran flor de cirerer al centre.                                                                                     |
| Estàndard del Cap d'Estat Major de la Força Terrestre d'Autodefensa del Japó |               | Cap d'Estat Major de la Força Terrestre d'Autodefensa del Japó.                     | |
|                                                                              | 2009-Avui dia | Unitat de Cooperació de les Forces d'Autodefensa.                                   | Bandera de camp violat vermellós amb una flor de cirerer blanca i un centre groc sobre raigs de sol platejats sobre tres franges horitzontals estretes de color vermell centrades. Proporció de 85:105. |
| Estàndard del Cap d'Estat Major de la Força Marítima d'Autodefensa del Japó  |               | Cap d'Estat Major de la Força Marítima d'Autodefensa del Japó.                      | Bandera de camp blanc amb quatre flors de cirerer damunt d'una àncora blava. |
| Estàndard del Vicealmirall de la Força Marítima d'Autodefensa del Japó       | 1965-Avui dia | Vicealmirall de la Força Marítima d'Autodefensa del Japó.                           | Bandera de camp blanc amb tres flors de cirerer vermelles, 1 sobre 2. |
| Estàndard del Contraalmirall de la Força Marítima d'Autodefensa del Japó     | 1965-Avui dia | Contraalmirall de la Força Marítima d'Autodefensa del Japó.                         | Bandera de camp blanc amb dues flors de cirerer vermelles en faixa. |
| Estàndard del Comodor de la Força Marítima d'Autodefensa del Japó            | 1965-Avui dia | Comodor de la Força Marítima d'Autodefensa del Japó.                                | Bandera de camp blanc amb una flor de cirerer vermella centrada. |
| Estàndard del Comandant de la Força M arítima d'Autodefensa del Japó         | 1965-Avui dia | Comandant de la Força Marítima d'Autodefensa del Japó.                              | |
| Estàndard del Capità sènior de la Força Marítima d'Autodefensa del Japó      | 1965-Avui dia | Capità sènior de la Força Marítima d'Autodefensa del Japó.                          | |
| Estàndard del Cap d'Estat Major de la Força Aèria d'Autodefensa del Japó     | 1982-Avui dia | Cap d'Estat Major de la Força Aèria d'Autodefensa del Japó.                         | |
| Estàndard del Comandament de la Força Aèria d'Autodefensa del Japó           | 1982-Avui dia | Comandament de la Força Aèria d'Autodefensa del Japó.                               | |

### Guàrdia costanera
| Bandera                                                                     | Data          | Ús                                                                           | Descripció |
| --------------------------------------------------------------------------- | ------------- | ---------------------------------------------------------------------------- | --- |
| Ensenya de la Guàrdia costanera japonesa                                    | 1951-Avui dia | Guàrdia costanera.                                                           | Estendard amb una rosa dels vents sobre camp blau marí.                                                                                     |
| Estendard del ministre de Territori, Infraestructures, Transports i Turisme | 1951-Avui dia | Estendard del ministre de Territori, Infraestructures, Transports i Turisme. | Penó o banderí basat en l'estendar de la Guàrdia costanera on s'inverteixen els colors i s'hi afegeixen tres franges estretes horitzontals. |
| Penó del Comandant de la Guàrdia costanera japonesa                         | 1951-Avui dia | Comandant de la Guàrdia costanera.                                           | Igual que el penó anterior però s'hi afegeixen dues franges estretes horitzontals.                                                          |
| Estendard del Comandant de la seu regional de la Guàrdia Costanera          | 1951-Avui dia | Comandant de la seu regional de la Guàrdia Costanera.                        | Igual que el penó anterior però s'hi afegeix una franja estreta horitzontal.                                                                |
| Estendard del Comandant de la Guàrdia Costanera                             | 1951-Avui dia | Comandant de la Guàrdia Costanera.                                           | Banderí blanc sense cap franja. |

### Històriques
| Bandera                                                       | Data      | Ús                                       | Descripció |
| ------------------------------------------------------------- | --------- | ---------------------------------------- | --- |
| Bandera de l'Exèrcit imperial japonès                         | 1870–1945 | Exèrcit imperial japonès.                | Disc solar centrat amb 16 raigs cap a l'exterior en vermell sobre camp blanc.                                                  |
| Bandera de l'Almirall de la Marina imperial japonesa          | 1889–1945 | Almirall de la Marina imperial.          | Disc solar centrat amb 8 raigs cap a l'exterior en vermell sobre camp blanc.                                                   |
| Bandera del Vicealmirall de la Marina imperial japonesa       | 1914–1945 | Vicealmirall de la Marina imperial.      | Disc solar centrat amb 8 raigs cap a l'exterior en vermell sobre camp blanc. Porta afegida una franja superior.                |
| Bandera del Contraalmirall de la Marina imperial japonesa     | 1914–1945 | Contraalmirall de la Marina imperial.    | Disc solar centrat amb 8 raigs cap a l'exterior en vermell sobre camp blanc. Porta afegida dues franges horitzontals estretes. |
| Penó del Comodor de la Marina imperial japonesa               | 1914–1945 | Comodor de la Marina imperial.           | Penó o banderí de l'estendard del Contraalmirall de la Marina imperial.                                                        |
| Penó del Comandant de la Marina imperial japonesa             | 1914–1945 | Comandant de la Marina imperial.         | Igual que el penó del Comodor de la Marina imperial però només amb 4 raigs.                                                    |
| Penó del Capità sènior de la Marina imperial japonesa         | 1914–1945 | Capità sènior de la Marina imperial.     | |
| Estendard de vaixell de servei de la Marina imperial japonesa | 1870–1945 | Vaixell de servei de la Marina imperial. | |

## Prefectures
Una característica d'aquestes banderes és que utilitzen una paleta de colors que normalment no es troben a les banderes, com ara el carabassa, el morat, el marró o diferents tons de blau.
| Bandera                 | Data          | Ús                      | Descripció |
| ----------------------- | ------------- | ----------------------- | --- |
| Prefectura d'Aichi      | 1950-Avui dia | Prefectura d'Aichi      | Bandera de color vermell fosc amb l'emblema estilitzat d'Aichi (あいち) en blanc i centrat. L'emblema vol expressar la sortida del sol, així com una ona per indicar la situació de la prefectura davant l'oceà Pacífic. La proporció és 7:10 i l'alçada de l'emblema és 3/5 de l'alçada de la bandera. Fou aprovat el 15 d'agost de 1950. |
| Prefectura d'Akita      | 1959-Avui dia | Prefectura d'Akita      | Bandera de color marró-vermell amb l'emblema estilitzat d'Akita en katakana (ア) en blanc i centrat, que vol representar el ràpid progrés de la prefectura. Fou adoptada el 3 de novembre de 1959 (notificació num. 380). La proporció és de 7:10. |
| Prefectura d'Aomori     | 1961-Avui dia | Prefectura d'Aomori     | Bandera de color blanc amb una representació gràfica de la forma geogràfica de la prefectura en color verd intens. El blanc representa la mil·limitació del món i l'univers, i el verd el futur i l'esperança d'un gran progrés i desenvolupament. Fou adoptada l'1 de gener de 1961. |
| Prefectura de Chiba     | 1963-Avui dia | Prefectura de Chiba     | Bandera de color blau marí amb l'emblema que inclou una combinació dels caràcters katakana CHI (チ) i HA (ハ) retallat en groc clar i centrat. El blau representa esperança i desenvolupament i el groc és el color del nanohana. Fou designat oficialment el 28 de desembre de 1909 i la bandera el 29 de juliol de 1963. |
| Prefectura d'Ehime      | 1950-Avui dia | Prefectura d'Ehime      | Bandera de tres franges horitzontals de groc, verd i groc en les proporcions 1:3:1 amb una flor de taronger blanca que es desplaça des del centre cap al pal. El groc representa la felicitat, el verd la pau i el blanc la simplicitat i la puresa. Fou adoptada el 5 de maig de 1952. Proporcions de 2:3. |
| Prefectura de Fukui     | 1952-Avui dia | Prefectura de Fukui     | Bandera de camp blau marí amb l'emblema de la prefectura en blanc i en forma rodona que sembla una fulla jove que surt del cotiledó. Aquest és una estilització del katakana de Fukui (フクイ). Fou aprovat el 28 de maig de 1952. Proporcions de 2:3. |
| Prefectura de Fukuoka   | 1966-Avui dia | Prefectura de Fukuoka   | Bandera de camp blau cel amb l'emblema de la prefectura en blanc. Aquest representa una flor de prunera. Fou adoptat el 10 de maig de 1966 (notificació num. 342). Proporcions de 2:3. |
| Prefectura de Fukushima | 1968-Avui dia | Prefectura de Fukushima | Bandera de camp taronja amb l'emblema de la prefectura en blanc. Aquest representa de forma estilitzada el caràcter hiragana FU (ふ) en senyal d'amistat, unitat i progrés constant. Fou aprovat el 23 d'octubre de 1968 (notificació num. 1067). Proporcions de 2:3. |
| Prefectura de Hyōgo     | 1964-Avui dia | Prefectura de Hyōgo     | Bandera de camp blau amb l'emblema de la prefectura en blanc, que està format pel kanji HYO (de Hyogo) de forma estilitzada i ondulada. El color blanc significa brillantor i honestedat i blau el mar del Japó. Fou aprovada el 10 de juny de 1964 (notificació núm. 542). La proporció de la bandera és de 7:10. |
| Prefectura d'Ibaraki    | 1968-Avui dia | Prefectura d'Ibaraki    | Bandera de camp blau clar amb l'emblema de la prefectura en blanc, que representa un brot de rosa blanca (la flor de la prefectura) per l'esperit d'innovació i creativitat de la prefectura davant els nous temps. Fou adoptada el 13 de novembre de 1991 (notificació núm. 1232). La proporció de la bandera és 2:3. |
| Prefectura d'Ishikawa   | 1972-Avui dia | Prefectura d'Ishikawa   | Bandera de camp blau clar (5B 5/12 del Sistema de Color Munsell) amb l'emblema de la prefectura, els kanjis 石川 estilitzats i agafant la forma de la prefectura, en blanc. El blau de la bandera simbolitza l'abundància de la naturalesa d'Ishikawa, així com el mar del Japó, una vegetació rica, aigua neta i aire net. Fou adoptada l'1 d'octubre de 1972. |
| Prefectura d'Iwate      | 1965-Avui dia | Prefectura d'Iwate      | Bander de camp blau amb l'emblema de la prefectura, el caràcter kanji estilitzat IWA (岩) d'Iwate, en blanc. Fou adoptada el 6 de març de 1965. La proporció de la bandera és de 2:3. |
| Prefectura de Kagawa    | 1977-Avui dia | Prefectura de Kagawa    | Bandera de color verd fosc (2 5G3.1/8.6 del Sistema de Color Munsell) amb l'emblema de la prefectura, el caràcter estilitzat katakana KA (カ) de Kagawa en blanc. El verd és un color de l'olivera, l'arbre de la prefectura. fou adoptada l'1 d'octubre de 1977 (notificació núm. 295). |
| Prefectura de Kagoshima | 1967-Avui dia | Prefectura de Kagoshima | Bandera de fons blanc amb l'emblema que representa les penínsules de Satsuma i d'Ōsumi en negre i l'illa de Sakurajima en vermell. Fou aprovada el 24 d'abril de 1967. |
| Prefectura de Kanagawa  |               | Prefectura de Kanagawa  | Bandera de camp blanc amb l'emblema en vermell. A la prefectura hi ha el famós port marítim de Yokohama utilitzat durant molt de temps com l'entrada principal al Japó, per la qual cosa es van triar els colors nacionals japonesos vermell i blanc per a la bandera de la prefectura. Proporcions de 7:10. |
| Prefectura de Kumamoto  | 1966-Avui dia | Prefectura de Kumamoto  | Bandera de camp carmí amb l'emblema, el caràcter estilitzat katakana KU (ク) de Kumamoto en blanc. Aquest simbolitza el mapa de l'illa de Kyushu i la centralitat de la prefectura dins l'illa. Fou adoptada Aprovat el 23 de juliol de 1966 (notificació núm. 491). La proporció és de 2:3. |
| Prefectura de Kyoto     | 1976-Avui dia | Prefectura de Kyoto     | Bandera de camp morat (10P 3,7/15 al Sistema de Color Munsell) amb una flor blanca de sis pètals daurats simbolitzant el caràcter elegant de l'antiga capital. Fou aprovada el 2 de novembre de 1976 (notificació núm. 627 i 628). |
| Prefectura de Mie       | 1968-Avui dia | Prefectura de Mie       | Bandera de camp verd amb l'emblema, el caràcter estilitzat hiragana MI (み) de Mie en blanc. Aquest simbolitza la perla, el producte més popular de la prefectura. Fou aprovada el 16 de setembre de 1968. |
| Prefectura de Miyagi    | 1966-Avui dia | Prefectura de Miyagi    | Bandera de camp verd fosc amb l'emblema, el caràcter estilitzat hiragana MI (み) que forma un trèvol, que simbolitza la unitat i l'amistat del poble. Tant la bandera com l'emblema es van adoptar el 15 de juliol de 1966 (notificació núm. 499). La proporció de la bandera és de 2:3. |
| Prefectura de Miyazaki  | 1964-Avui dia | Prefectura de Miyazaki  | Bandera de camp verd (11-16-6 al Sistema de Color Munsell) amb l'emblema, el caràcter estilitzat katakana MI (ミ) de Miyazaki en groc (8-19-6 a Munsell). Fou adoptada el 22 de desembre de 1964. |
| Prefectura de Nagano    | 1967-Avui dia | Prefectura de Nagano    | Bandera de camp carabassa amb l'emblema, el caràcter estilitzat katakana NA (ナ) de Nagano dins un cercle blanc per crear la figura d'un ocell que vola de manera activa i valenta. El color blanc simbolitza la neu de la prefectura, que és el sostre del Japó, i el carabassa la llum del sol que brilla al terra. Fou adoptada el 20 de març de 1967. |
| Prefectura de Nagasaki  | 1991-Avui dia | Prefectura de Nagasaki  | Bandera de camp blau cel amb la inicial N de Nagasaki en blanc. El blau simbolitza el cel i el mar que envolten la prefectura. Fou adoptada l'1 d'abril de 1991 (notificació núm. 823-2). La proporció de la bandera és de 2:3. |
| Prefectura de Nara      | 1968-Avui dia | Prefectura de Nara      | Bandera de camp blanc amb l'emblema, el caràcter estilitzat katakana NA (ナ) de Nara en color vermell vi. L'emblema simbolitza la natura de la prefectura i el cercle blanc que es forma l'esperit d'harmonia. Fou adoptada l'1 de març de 1968 (notificació núm. 536). La proporció de la bandera és 2:3. El diàmetre del cercle és de 55/100 l'alçada de la bandera i el centre del cercle està desplaçat 2,5/100 cap al pal. |
| Prefectura de Niigata   | 1963-Avui dia | Prefectura de Niigata   | Bandera de camp vermell amb l'emblema, els caràcters estilitzats kanji NII i el katakana GATA en groc. L'emblema representa l'amistat i l'esperança de la gent. Fou adoptada el 23 d'agost de 1963. La proporció de la bandera és de 18:25 i/o 2:3, i el diàmetre de l'emblema és 5/8 l'alçada de la bandera. |
| Prefectura d'Ōita       | 1956-Avui dia | Prefectura d'Ōita       | Bandera de camp blanc amb l'emblema en vermell, tres kanjis estilitzats d'O (オ) formant un cercle, i el nom de la prefectura (大分県) en color grana situat al quarter inferior esquerra. Fou adoptada el 24 de juliol de 1956 (notificació núm.462). La proporció és de 7:10. |
| Prefectura d'Okayama    | 1967-Avui dia | Prefectura d'Okayama    | Bandera de camp porpra fosc amb l'emblema, el caràcter kanji estilitzat OKA (冈) en groc. L'emblema fou escollit a través d'un concurs i simbolitza la solidaritat de la gent i el desenvolupament futur de la prefectura. fou adoptada el 22 de novembre de 1967 (notificació núm. 883). La proporció és de 2:3. |
| Prefectura d'Okinawa    | 1973-Avui dia | Prefectura d'Okinawa    | Bandera de camp blanc amb la lletra O dins un cercle vermell. El petit disc vermell interior representa el progrés d'Okinawa i el cercle vermell exterior la mar que l'envolta. Fou adoptada el 13 d'octubre de 1973 (notificació núm. 135). La proporció de la bandera és de 2:3. |
| Prefectura d'Osaka      | 1984-Avui dia | Prefectura d'Osaka      | Bandera de camp blau marí amb l'emblema, tres carabasses estilitzades i la inicial de la prefectura O, en blanc. El blau simbolitza neteja, frescor i intel·ligència i també representa la ciutat internacional d'Osaka on la gent pot accedir-hi des del cel i la mar. Osaka s'anomena ciutat de l'aigua al Japó perquè té dos rius importants i s'encara a la mar. Fou adoptada el 30 de març de 1984 (notificació núm. 27). La proporció de la bandera és de 2:3. L'alçada de l'emblema és 13/20 l'alçada de la bandera i la longitud és 18/30 la de la bandera. |
| Prefectura de Saga      | 1968-Avui dia | Prefectura de Saga      | Bandera de camp verd fosc amb l'emblema, una flor blanca de camforer amb els estams en vermell. El camforer (Cinnamomum camphora) és l'arbre de la prefectura, el blanc simbolitza la sinceritat i la passió mentre el verd fosc l'esperança i la pau. Fou adoptada l'11 de setembre de 1968 (notificació núm. 450). La proporció de la bandera és de 2:3 i l'alçada de l'emblema és 5/7 l'alçada de la bandera. |
| Prefectura de Saitama   | 1964-Avui dia | Prefectura de Saitama   | Bandera de camp blanc amb l'emblema format per setze grans ornamentals vermells disposats en cercle simbolitzant el sol, el desenvolupament i la força. El blanc representa la puresa i l'amistat. Fou aprovada l'1 de setembre de 1964 (notificació núm. 652). La proporció de la bandera és de 2:3 |
| Prefectura de Shiga     | 1968-Avui dia | Prefectura de Shiga     | Bandera de camp blau cel amb l'emblema centrat en blanc. Aquest simbolitza el llac més gran del país, el llac Biwa, i unes ales que representen l'harmonia i el progrés. Fou adoptada el 16 de setembre de 1968 (notificació núm. 355). La proporció de la bandera és de 2:3. |
| Prefectura de Shimane   | 1968-Avui dia | Prefectura de Shimane   | Bandera de camp vermell fosc amb quatre caràcters katakana MA (マ) arrodonits en color groc. Fou adoptada el 8 de novembre de 1968 (notificació núm. 955). La proporció de la bandera és de 2:3. |
| Prefectura de Shizuoka  | 1968-Avui dia | Prefectura de Shizuoka  | Bandera de camp blau marí amb l'emblema, una representació estilitzada del mont Fuji i del mapa de la prefectura, en colors blanc i carabassa. El blau representa el cel i l'oceà Pacífic i el carabassa la llum del sol, la passió i la unitat de les persones. Fou adoptada el 17 de setembre de 1968 (notificació núm. 632). La proporció de la bandera és 2:3. |
| Prefectura de Tochigi   | 1964-Avui dia | Prefectura de Tochigi   | Bandera de camp verd clar amb l'emblema, el caràcter kanji estilitzat de TOCHI (栃) i lletra xinesa antiga de GI en blanc. Fou adoptada l'1 de març de 1964. La proporció de la bandera és de 7:10 i l'alçada de l'emblema és d'1/3 l'alçada de la bandera. |
| Prefectura de Tokushima | 1966-Avui dia | Prefectura de Tokushima | Bandera de camp indi amb l'emblema, els caràcters hiragana TO (と) i KU (く) estilitzats, en groc. A la part inferior esquerra hi ha el nom de la prefectura (徳島県) en blanc. El color indi fou triat perquè la prefectura n'és productora. L'emblema fou adoptat el 18 de març de 1966 (notificació núm. 166) però ni hi ha cap llei de bandera. |
| Prefectura de Tòquio    | 1964-Avui dia | Tòquio                  | Bandera de camp porpra fosc amb l'emblema, un sol blanc amb sis raigs, que simbolitza el desenvolupament de la ciutat. Fou adoptada l'1 d'octubre de 1964 (notificació núm. 1042) que celebrava els Jocs Olímpics de Tòquio. La proporció de la bandera és 2:3 i l'alçada de l'emblema és de 4/6 l'alçada de la bandera. |
| Prefectura de Tottori   | 1968-Avui dia | Prefectura de Tottori   | Bandera de camp blau marí amb l'emblema, el caràcter hiragana TO (と) estilitzat agafant forma d'ocell (en japonès "tori" vol dir "ocell") en color blanc. L'emblema representa la llibertat, la pau i el futur progrés. Fou adoptada el 23 d'octubre de 1968. La proporció de la bandera és de 2:3 i l'alçada de l'emblema és d'11/16 l'alçada de la bandera. |
| Prefectura de Toyama    | 1988-Avui dia | Prefectura de Toyama    | Bandera de camp blanc amb l'emblema, el caràcter katakana TO (ト) de Toyama i la forma del Mount Tate (o Tate-yama), en color verd. El verd brillant és el color de la prefectura que simbolitza l'abundància de natura i vitalitat per al futur. L'emblema fou aprovada el 27 de desembre de 1988 (notificació núm. 1393), però no hi ha cap llei de bandera. |
| Prefectura de Wakayama  | 1969-Avui dia | Prefectura de Wakayama  | Bandera de camp blanc amb l'emblema, el caràcter katakana WA (ワ) estilitzat en blau marí. L'emblema expressa l'harmonia de les persones i el progrés infinit. Fou aprovada el 7 d'agost de 1969 (notificació núm. 567). La proporció de la bandera és de 2:3. El diàmetre del cercle exterior de l'emblema és de 2/3 l'alçada de la bandera. |
| Prefectura de Yamagata  | 1971-Avui dia | Prefectura de Yamagata  | Bandera de camp blau marí amb l'emblema, tres cims de muntanya en color blanc. L'emblema representa les muntanyes nevades de la prefectura així com el cabal del riu Mogami. Fou aprovada el 16 d'abril de 1971 (notificació núm. 47826), l'emblema data de març de 1963. |
| Prefectura de Yamaguchi | 1962-Avui dia | Prefectura de Yamaguchi | Bandera de camp marró amb l'emblema, el nom en kanji (山口) formant un estilitzat ocell que representa la cooperació i el progrés de les persones. Fou aprovada el 3 de setembre de 1962 (notificació núm. 506-2). La proporció de la bandera és 2:3. |
| Prefectura de Yamanashi | 1966-Avui dia | Prefectura de Yamanashi | Bandera de camp morat amb l'emblema, el kanji estilitzat de YAMA (山) en groc dins la silueta del mont Fuji en blanc. El color morat es deu al fet que el raïm és un producte popular de la prefectura, el blanc simbolitza la puresa i la línia corba per a la flexibilitat i la millora il·limitada. Fou aprovada l'1 de desembre de 1966 (notificació núm. 262). |